# Korso
Korso är en stadsdel i Vanda stad i landskapet Nyland, avgränsad enligt Vanda stads stadsdelsindelning av Stambanan i öster, Fallbäcken i norr och Vierumäki i nordväst. Normalt brukar man räkna att de två nyss nämnda stadsdelarna hör till Korso tätort, samt också Alkärr, Matar, Skogsbrinken och Mikkola. Brännberga är ett delområde i Korso.

## Historia
Namnet Korso uppstod då man stakade ut gränserna mellan tre byar: Ytterkervo och Skavaböle i Tusby och Hanaböle i Helsinge socken. Gränserna sammanstrålade på det högsta berget i Korso och markerades med ett kors, och fick därmed namnet Korsrå.
I slutet av 1880-talet behövdes ett omkörningsspår på stambanan mellan Dickursby och Kervo. Spåret placerades i en obebyggd trakt vid gränsen mellan Tusby och Helsinge - i Korso. Tågen började stanna i Korso två gånger per dag vilket gav upphov till bebyggelse i området.
Korso växte snabbt speciellt efter andra världskriget och på 1950-talet var stadsdelen Finlands största enhetliga egnahemshusområde. Fram till år 1955 gick gränsen mellan kommunerna Helsinge, Tusby och Kervo rakt genom Korso, gamla Korsrå, men detta gav upphov till administrativa problem och Korso inkorporerades helt och hållet med Helsinge. På 1970-talet byggdes det många höghus i stadsdelen.
På 2000-talet har multifunktionshuset Lumo byggts i stadsdelen. Järnvägsstationen och församlingscentret har också förnyats. Många studerande bor i Korso i de studentbostäder som byggts där. I framtidsplanerna finns en idrottspark mellan Räckhalsbacken och Brännberga.

## Korso storområde
Korso storområde (mörkgrönt på kartan) omfattar 9 stadsdelar i östra Vanda. Storområdet hade 30 100 invånare år 2023.

## Service
Nära järnvägen på den östra sidan finns social- och hälsovårdsstationen, samt familjerådgivningen och psykiatriska rådgivningen. På den västra sidan järnvägen finns multifunktionshuset Lumo, med stadens samservice, bibliotek, sporthall, gymnasium och konsertsal. 

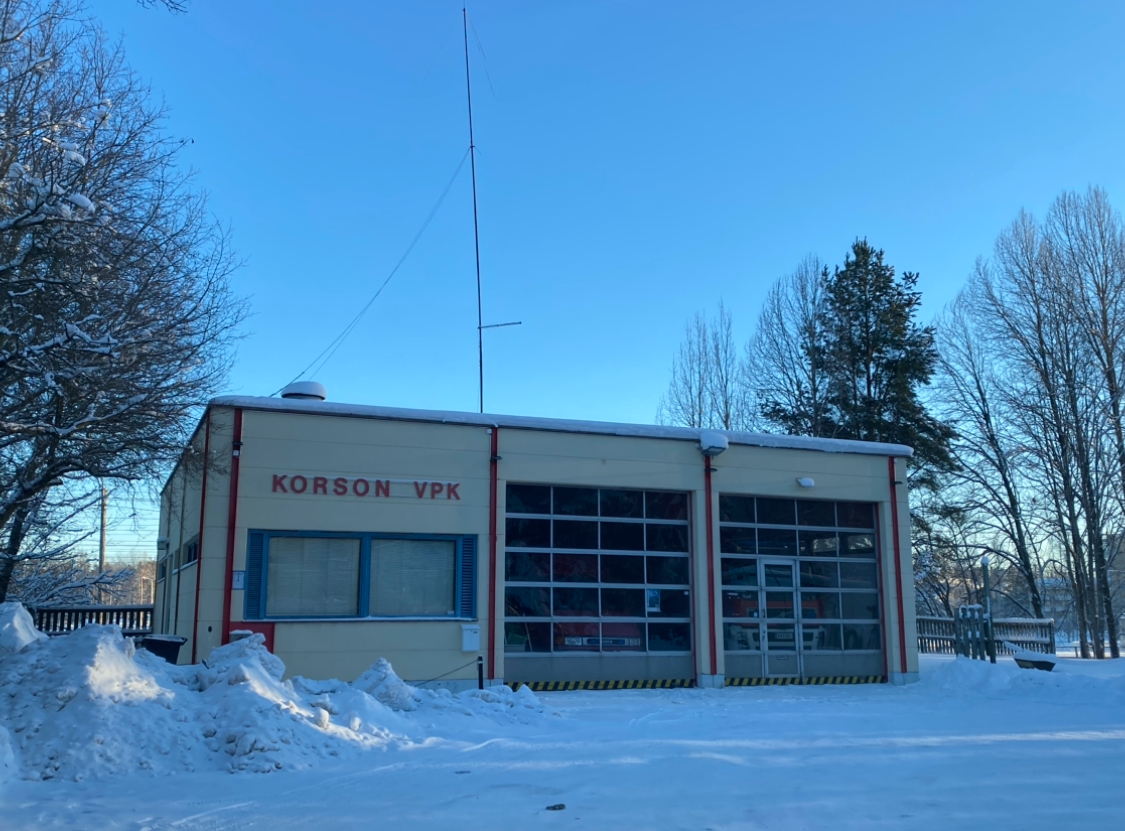
Korso FBK.
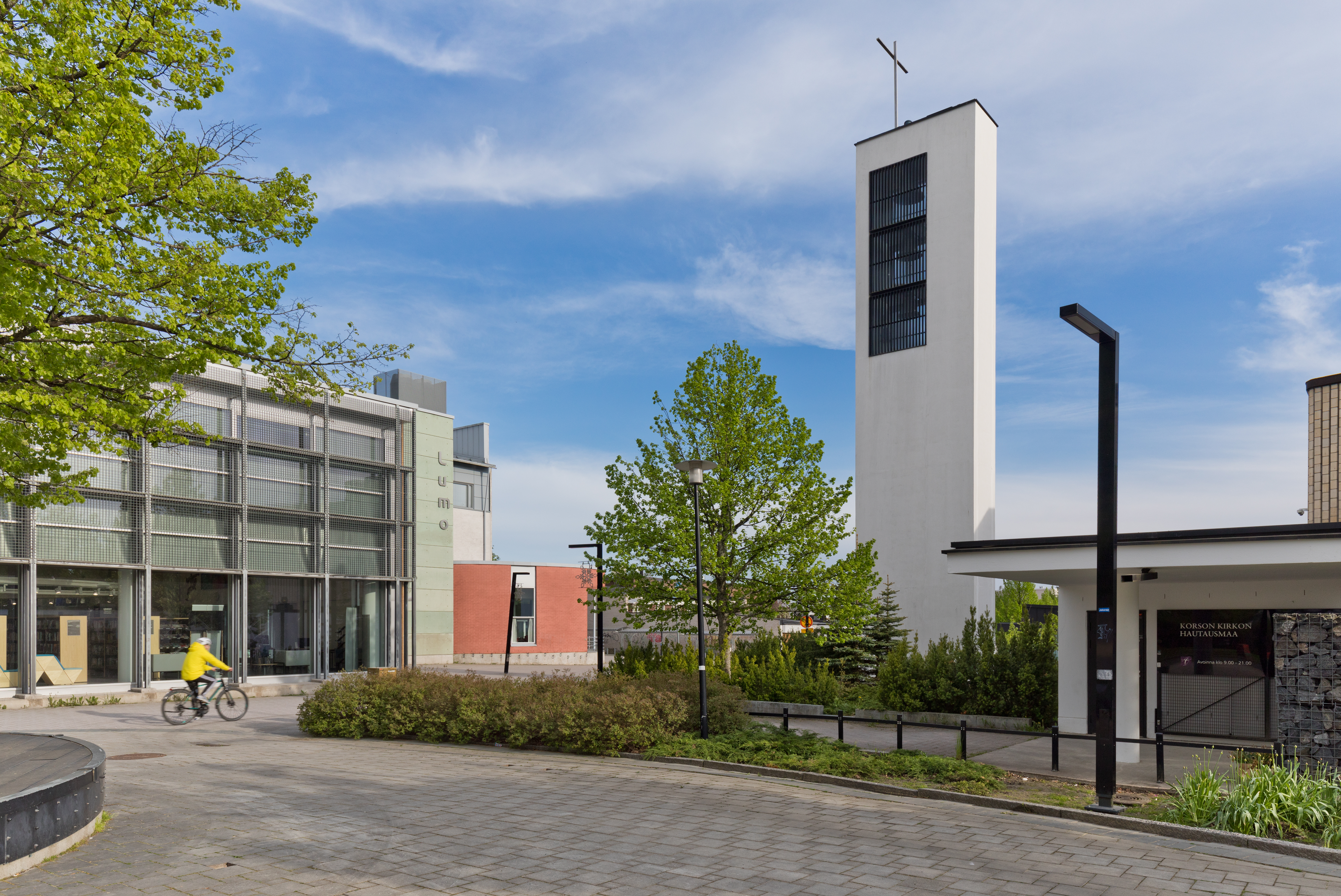
Korso kyrka.
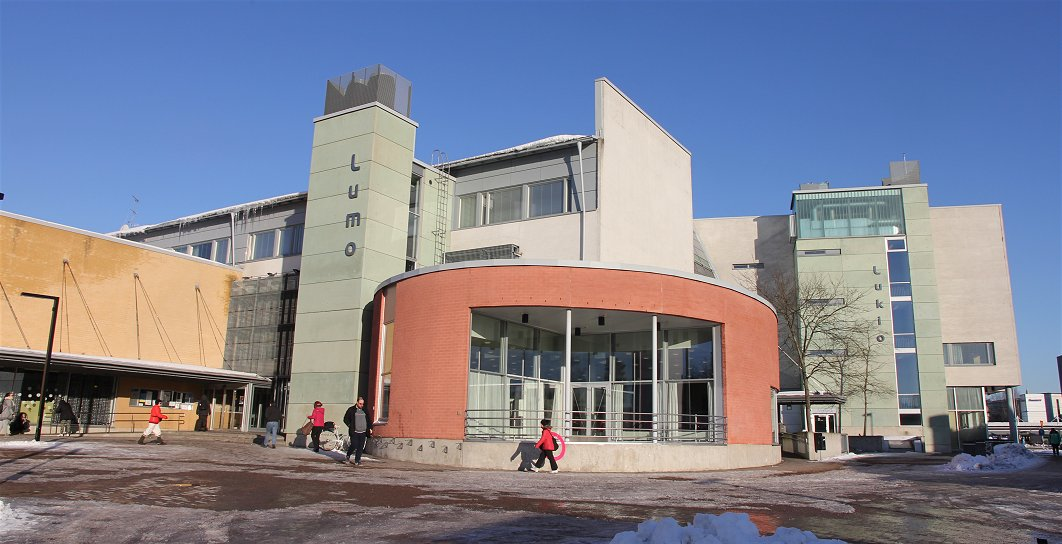
Lumo gymnasium i Korso.

## Trafik

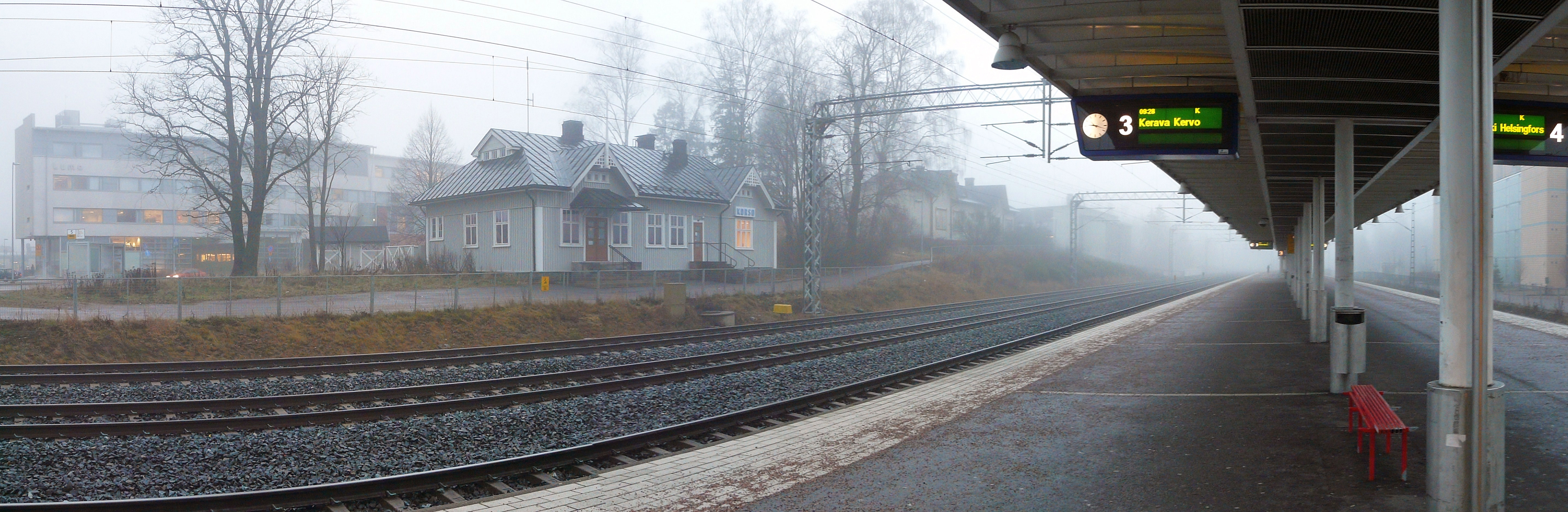
Korso station

Väster om Korso går Tusbyleden (stamväg 45) och på den östra sidan Lahtisleden (E75). Till båda motorvägarna finns det en anslutning via regionalväg 152. Helsingfors-Vanda flygplats ligger 9 kilometer från Korso.
Närtågslinje K mellan Kervo och Helsingfors central trafikerar Korso järnvägsstation med 10 minutersintervall i rusningstid och 20 minuter under andra tider, och nattetid nattlinje T mellan Riihimäki och Helsingfors central. Det finns flera busslinjer till Helsingfors och andra stadsdelar i Vanda. Vid stationen finns parkeringsplatser för bilar och cyklar.

## Kultur
I augusti ordnas Ankkarock, som avslutar rockfestivalsäsongen. Ankkarock hade över 32 000 besökare år 2006. På Varjoankka i maj uppträder nya artister som behöver scenerfarenhet. Andra evenemang är marknader och idrottscuper.
Korsos vattentorn i betongelement valdes år 1972 till årets betongkonstruktion. 